# Limatium aureum
Limatium aureum is een slakkensoort uit de familie van de Cerithiidae. De wetenschappelijke naam van de soort werd voor het eerst geldig gepubliceerd in 2018 door Bartsch.